# Enharmonia
Un so és enharmònic d'un altre quan l'interval que formen és mínim (menys d'un semitó), però tenen dues denominacions diferents i, per tant, fan funcions diferents en contextos també diferents. Així, per exemple, do i si sostingut són enharmònics.
Dos intervals també poden ser enharmònics si alguns dels sons que els configuren també ho són. Aquest seria el cas de la tercera augmentada do - mi sostingut, i la quarta justa do - fa.

## Evolució històrica
El terme prové del gènere enharmònic de l'antiga Grècia, que contenia intervals d'aproximadament un quart de to. Al Renaixement, per l'ús creixent de cromatismes junt amb la idea de reviure l'expressivitat de la música de l'Antiguetat, alguns músics comencen a experimentar novament amb intervals menors al semitó, com és el cas de Nicola Vicentino, que inventà l'arciorgano i compongué fent servir l'enharmonia. L'ús de teclats amb certes tecles partides - per a poder distingir per exemple el sol sostingut del la bemoll - encara és relativament freqüent al segle XVII, però finalment s'imposa una solució més pragmàtica i econòmica: fer servir una sola tecla negra per a ambdues notes, amb una afinació a mitjan camí.
Així sorgeixen durant el barroc diversos temperaments que van evolucionant cada volta més cap al temperament igual, i en els quals l'enharmonia acaba suposant dues notes que sonen iguals i es toquen amb la mateixa tecla, tot i que l'escriptura és distinta i petanyen ha tonalitats diferents. Aquest fenomen serà ben aprofitat pels compositors a partir del segle XVIII, produïnt modulacions sorprenents mitjançant el canvi enharmònic de notes puntuals.
El fenomen encara és molt comú en el jazz, on apareix en forma de substitució de tritò.